# أحمد بن محمد بن أبي عبدة
أحمد بن محمد بن أبي عبدة قائد عسكري ينتمي إلى أسرة بني أبي عبدة الذين كانوا في الأصل من موالي بني أمية، وكانوا محل ثقتهم فشغلوا العديد من المناصب المرموقة في عهد الدولة الأموية في الأندلس. استخدمه الأمير عبد الله بن محمد لقمع تمرد خير بن شاكر في كورة جيان عام 276 هـ، كما سيّره لقتال ابن حفصون أعوام 281 هـ، 285 هـ، 297 هـ. كما كان محل ثقة الأمير عبد الرحمن بن محمد، فولّاه قيادة الجيش واستعمله عدة مرات في قمع المتمردين.

## وفاته
في عام 916م (304 هـ) سيره عبد الرحمن الناصر في جيش قوي، غازياً إلى أراضي مملكة ليون، فالتقى بجيوش الممالك المسيحية، وهزمهم في عدة وقائع، وعاث في أراضيهم وسبى وغنم غنائم كثيرة. وفي العام التالي أراد أردونيو الثاني ملك ليون الانتقام لهزائمه، فعاث في منطقة طلبيرة [الإنجليزية]، وأحرق مدنها وانتسف ضياعها، فضج المسلمون وأرسلوا بالخبر إلى الناصر، فسير قائده أحمد بن أبي عبدة ثانية إلى الشمال في جيش ضخم من المدنين والمتطوعين، وانضم إليه حين دخوله إلى الثغر كثيرون، واخترق المسلمون أراضي قشتالة، وزحفوا إلى قلعة شنت إشتيبن الواقعة على نهر التاجة، وكانت تسمى أيضاً قاشترو مورش، وهي من أمنع القلاع على الحدود، وضربوا حولها الحصار الصارم، وهاجموها بقوة، وكادت تسقط في أيديهم، لولا أن هرع إلى إنجادها أردونيو في جموع ضخمة؛ وكان الجيش الإسلامي بالرغم من تفوقه في الكثرة مختل النظام، مفكك العرى، يتألف معظمه متطوعين من البربر والمرتزقة الذين لا يعتمد على ولائهم وشجاعتهم، وكانوا يحرصون على غنائمهم أكثر من حرصهم على مقاتلة العدو، فلما انقض أردونيو بقواته على المسلمين، تسللت منهم وحدات كثيرة، وارتدت أمام المهاجمين، ودب الهرج إلى صفوف المسلمين. ولكن القائد أحمد بن أبي عبدة فضل الموت على الارتداد، فصمد في مكانه في عدد من ضباطه وجنوده، فقتلوا جميعاً، وهلك معهم عدة من أكابر الفقهاء، وكان ذلك في 4 سبتمبر 917 (14 ربيع الأول 305 هـ). وقد قام أردونيو بقطع رأس أحمد بن أبي عبدة وسمَّرها في جدار القلعة تخليدًا لذكرى الانتصار.